# Miss Anvers

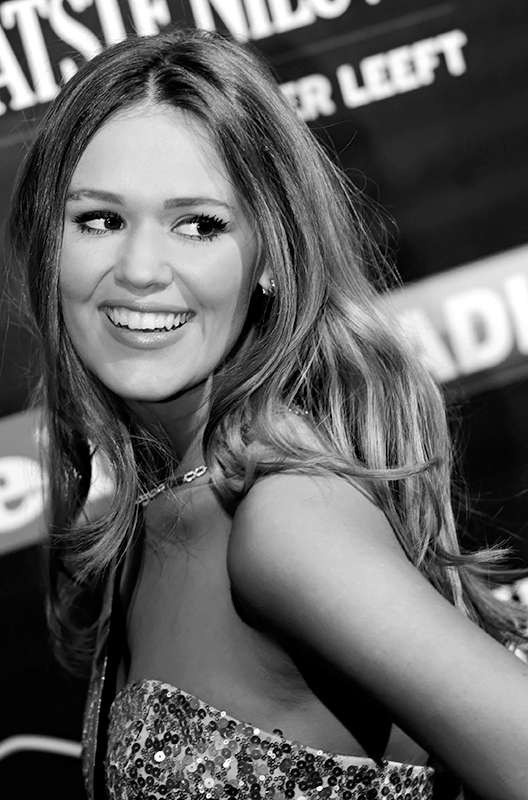
Annelies Törös Miss Anvers 2015, Miss Belgique 2015

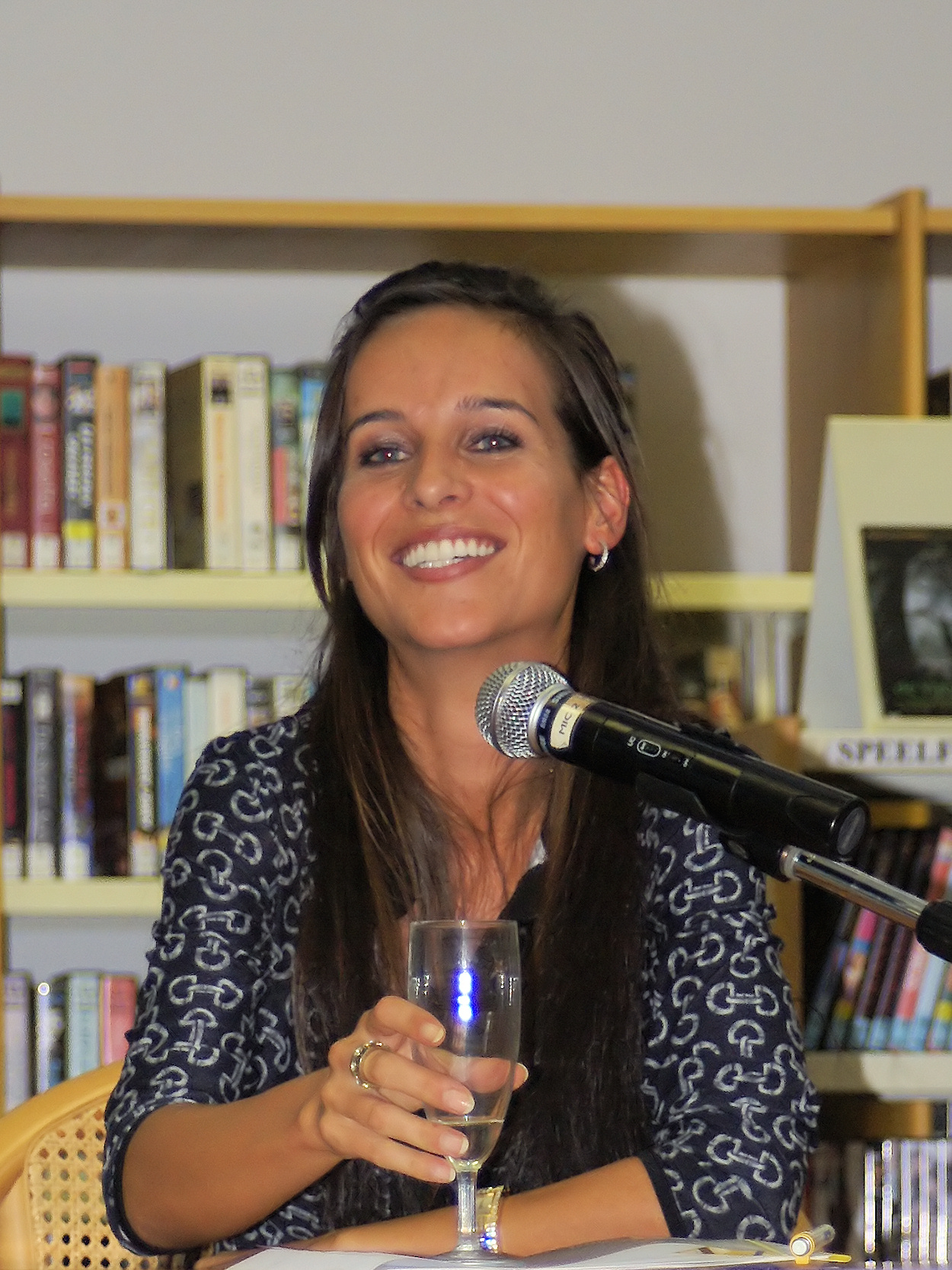
Ann Van Elsen Miss Anvers 2002, Miss Belgique 2002

Miss Anvers (néerlandais : Miss Antwerpen) est un concours de beauté féminine qualificatif pour l'élection de Miss Belgique, destiné aux jeunes femmes belges.

## Lauréates notables
| Année | Nom                | Notes |
| ----- | ------------------ | --- |
| 2006  | Kaat Vermeeren     | 1re dauphine de Miss Belgique 2006, Virginie Claes. 6e dauphine de Miss Europe 2006, Alexandra Rosenfeld. |
| 2007  | Inge Praats        | |
| 2008  | Kirsten Mertens    | |
| 2009  | Lindsey Blassieaux | |
| 2010  | Sarah De Groof     | |
| 2011  | Charis Clement     | |
| 2012  | Diona D'Hondt      | |
| 2013  | Rhani Dehenain     | |
| 2014  | Sarah Van Elst     | |
| 2015  | Annelies Törös     | Miss Belgique 2015, Top 15 à Miss Univers 2015                                                            |
| 2016  | Lenty Frans        | Miss Belgique 2016                                                                                        |

## Palmarès à l’élection Miss Belgique
- Élue Miss Belgique :
- 1998 : Tanja Dexters, Miss Anvers 1998.
- 1999 : Brigitta Callens, Miss Anvers 1999.
- 2001 : Dina Tersago, Miss Anvers 2001.
- 2002 : Ann Van Elsen, Miss Anvers 2002.
- 2004 : Ellen Petri, Miss Anvers 2004.
- 2015 : Annelies Törös, Miss Anvers 2015.
- 2016 : Lenty Frans, Miss Anvers 2016.
- 2018 : Angeline Flor Pua, Miss Anvers 2018.